# Ouroux-sur-Saône
Ouroux-sur-Saône est une commune française située dans le département de Saône-et-Loire, en région Bourgogne-Franche-Comté.

## Géographie
Ouroux-sur-Saône est une commune située dans le département de Saône-et-Loire, en Bresse bourguignonne.

### Géologie et relief
Très étendu de Velard à Colombey, quasiment sur 6 km, il y a une superficie boisée de 2 262 ha à Colombey, le reste est composé de terres cultivées et d’une grande plaine inondable où pâtures et cultures se partagent l’ensemble. Depuis 15 ans, une gravière de 55 ha actuellement en fin d’exploitation est venue s’implanter dans cette prairie.

### Hydrographie
La Saône passe dans la commune.
En 1991, une barque du XIVe siècle fut sortie de la Saône par une équipe dirigée par Louis Bonnamour.

### Climat
Pour des articles plus généraux, voir Climat de la Bourgogne-Franche-Comté et Climat de Saône-et-Loire.
En 2010, le climat de la commune est de type climat océanique dégradé des plaines du Centre et du Nord, selon une étude du Centre national de la recherche scientifique s'appuyant sur une série de données couvrant la période 1971-2000. En 2020, Météo-France publie une typologie des climats de la France métropolitaine dans laquelle la commune est exposée à un climat semi-continental et est dans la région climatique Bourgogne, vallée de la Saône, caractérisée par un bon ensoleillement (1 900 h/an), un été chaud (18,5 °C), un air sec au printemps et en été et des vents faibles.
Pour la période 1971-2000, la température annuelle moyenne est de 11,1 °C, avec une amplitude thermique annuelle de 18,2 °C. Le cumul annuel moyen de précipitations est de 868 mm, avec 10,9 jours de précipitations en janvier et 7,3 jours en juillet. Pour la période 1991-2020, la température moyenne annuelle observée sur la station météorologique de Météo-France la plus proche, « Saint-Marcel », sur la commune de Saint-Marcel à 8 km à vol d'oiseau, est de 12,3 °C et le cumul annuel moyen de précipitations est de 818,4 mm. 
La température maximale relevée sur cette station est de 41,8 °C, atteinte le 12 août 2003 ; la température minimale est de −20 °C, atteinte le 16 janvier 1985,,.
Les paramètres climatiques de la commune ont été estimés pour le milieu du siècle (2041-2070) selon différents scénarios d'émission de gaz à effet de serre à partir des nouvelles projections climatiques de référence DRIAS-2020. Ils sont consultables sur un site dédié publié par Météo-France en novembre 2022.

## Urbanisme

### Typologie
Au 1er janvier 2024, Ouroux-sur-Saône est catégorisée bourg rural, selon la nouvelle grille communale de densité à sept niveaux définie par l'Insee en 2022.
Elle appartient à l'unité urbaine d'Ouroux-sur-Saône, une agglomération intra-départementale regroupant deux  communes, dont elle est ville-centre,,. Par ailleurs la commune fait partie de l'aire d'attraction de Chalon-sur-Saône, dont elle est une commune de la couronne,. Cette aire, qui regroupe 109 communes, est catégorisée dans les aires de 50 000 à moins de 200 000 habitants,.

### Occupation des sols
L'occupation des sols de la commune, telle qu'elle ressort de la base de données européenne d’occupation biophysique des sols Corine Land Cover (CLC), est marquée par l'importance des territoires agricoles (68,1 % en 2018), en diminution par rapport à 1990 (76,3 %). La répartition détaillée en 2018 est la suivante : zones agricoles hétérogènes (35,1 %), prairies (30,4 %), zones urbanisées (14,7 %), forêts (12,9 %), eaux continentales (4,3 %), terres arables (2,6 %). L'évolution de l’occupation des sols de la commune et de ses infrastructures peut être observée sur les différentes représentations cartographiques du territoire : la carte de Cassini (XVIIIe siècle), la carte d'état-major (1820-1866) et les cartes ou photos aériennes de l'IGN pour la période actuelle (1950 à aujourd'hui).

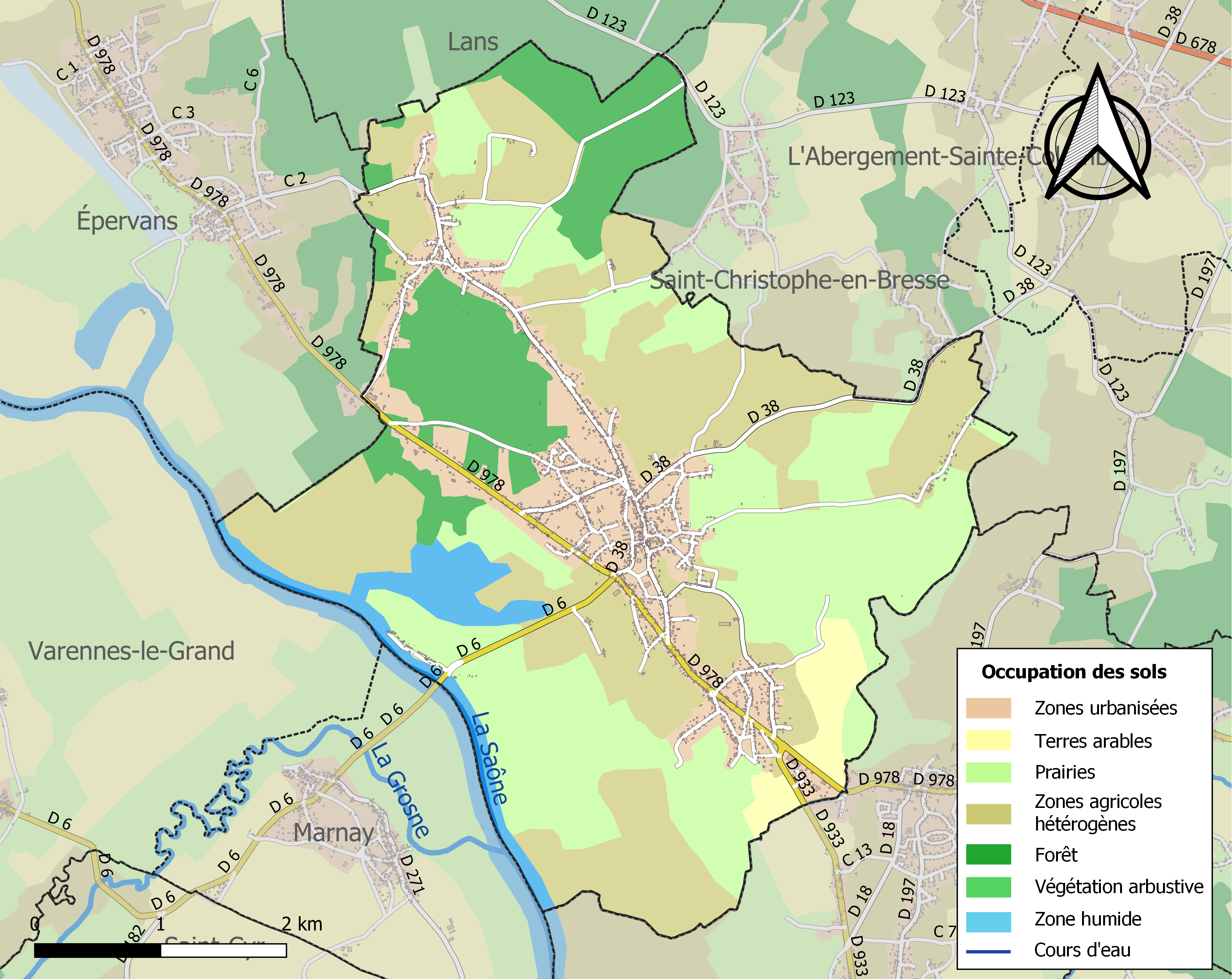
Carte des infrastructures et de l'occupation des sols de la commune en 2018 (CLC).

## Histoire
Il existait sur les bords de la Saône environ 3000 ans av. J.-C. un village préhistorique. Il était situé à quelque 400 m en aval du port actuel. Des fouilles subaquatiques ont permis de ramener bien des objets dont la fameuse roue, dite depuis, roue d’Ouroux datée de 800 ans av. J.-C. Les historiens, les préhistoriens ne savaient pas qu’une roue de ce type, roue à queue d’aronde (mortaise) ait pu exister à cette époque. Par la suite le village s’est réfugié en grande partie sur une hauteur à l’abri des inondations. À l’emplacement de l’église actuelle existait dès le VIe siècle, un oratoire dédié à la Vierge Marie, patronne de la commune.
On distinguait il y a quelques décennies, trois parties dans la commune, Velard ou Velars qui tire son nom de la présence d’une villa romaine, Ouroux le bourg, Colombey, ce qui généra 3 sections de commune (aujourd’hui administrativement disparues).

## Politique et administration

### Tendances politiques et résultats

#### Élections législatives
La ville d'Ouroux-sur-Saône faisant partie de la quatrième circonscription de Saône-et-Loire, place en tête lors du 1er tour des Élections législatives françaises de 2022, Elisabeth Roblot (Ensemble) avec 26,92 % des suffrages. Mais lors du second tour, il s'agit de Cécile Untermaier (PS) qui arrive en tête avec 51,36 % des suffrages.

### Liste des maires d'Ouroux-sur-Saône
| Période                                  | Période              | Identité            | Étiquette | Qualité |
| ---------------------------------------- | -------------------- | ------------------- | --------- | --- |
| Maire en 1924 [réf. nécessaire]          | ?                    | Noël Jannin         | RG        | Géomètre Député de Saône-et-Loire (1919 → 1924) Conseiller général du canton de Saint-Germain-du-Plain (1886 → 1925) |
| Les données manquantes sont à compléter. |                      |                     |           | |
| mars 1971                                | mars 1977            | René Desmard        |           | |
| mars 1977                                | mars 1989            | Henri Dard          |           | |
| mars 1989                                | juin 1995            | Jean Viallet        | UDF       | Buraliste retraité Conseiller général du canton de Saint-Germain-du-Plain (1979 → 2004)                              |
| juin 1995                                | septembre 2002       | Roger Rochet        | DVD       | |
| septembre 2002                           | mars 2014            | Georges Dangin      | DVD       | Directeur d'école honoraire                                                                                          |
| mars 2014                                | 2026 (réélu en 2020) | Jean-Michel Desmard | LR        | Exploitant agricole Conseiller départemental du canton d'Ouroux-sur-Saône (2015 → )                                  |

## Démographie
L'évolution du nombre d'habitants est connue à travers les recensements de la population effectués dans la commune depuis 1793. Pour les communes de moins de 10 000 habitants, une enquête de recensement portant sur toute la population est réalisée tous les cinq ans, les populations de référence des années intermédiaires étant quant à elles estimées par interpolation ou extrapolation. Pour la commune, le premier recensement exhaustif entrant dans le cadre du nouveau dispositif a été réalisé en 2008.

En 2022, la commune comptait 3 183 habitants, en évolution de +3,61 % par rapport à 2016 (Saône-et-Loire : −1,06 %, France hors Mayotte : +2,11 %).
| 1793  | 1800  | 1806  | 1821  | 1831  | 1836  | 1841  | 1846  | 1851  |
| ----- | ----- | ----- | ----- | ----- | ----- | ----- | ----- | ----- |
| 1 876 | 1 921 | 1 989 | 2 101 | 2 195 | 2 140 | 2 095 | 2 028 | 2 082 |

| 1856  | 1861  | 1866  | 1872  | 1876  | 1881  | 1886  | 1891  | 1896  |
| ----- | ----- | ----- | ----- | ----- | ----- | ----- | ----- | ----- |
| 2 053 | 2 012 | 2 025 | 1 954 | 1 956 | 1 981 | 1 965 | 1 948 | 1 868 |

| 1901  | 1906  | 1911  | 1921  | 1926  | 1931  | 1936  | 1946  | 1954  |
| ----- | ----- | ----- | ----- | ----- | ----- | ----- | ----- | ----- |
| 1 746 | 1 697 | 1 653 | 1 533 | 1 548 | 1 586 | 1 531 | 1 565 | 1 604 |

| 1962  | 1968  | 1975  | 1982  | 1990  | 1999  | 2006  | 2008  | 2013  |
| ----- | ----- | ----- | ----- | ----- | ----- | ----- | ----- | ----- |
| 1 697 | 1 842 | 1 815 | 2 099 | 2 294 | 2 504 | 2 803 | 2 889 | 3 041 |

| 2018  | 2022  | - | - | - | - | - | - | - |
| ----- | ----- | - | - | - | - | - | - | - |
| 3 073 | 3 183 | - | - | - | - | - | - | - |

## Vie locale

### Enseignement
Cette commune possède une école avec des classes en niveau maternelles et primaires. Il y a aussi du périscolaire.

### Santé
Il y a deux médecins généralistes, 2 kinésithérapeutes, 2 infirmières et une pharmacie dans ce village. Le centre hospitalier le plus proche se situe à Chalon-sur-Saône.

### Cultes
Culte catholique dans l'église du village.

### Sports
Ce village possède un stade de football utilisé par le club de la « Jeunesse Sportive Ouroux-sur-Saône » dont l'équipe première évolue en 2021-2022 en 3e Division (D3) du District de Saône-et-Loire de football. La commune possède aussi une salle de sports, qui était auparavant un Intermarché et qui a été réaménagé en partie pour la pratique du sports : tennis de table, judo. Le reste de la salle est une bibliothèque et une salle pour le troisième âge.

### Associations
La commune compte 23 associations.

#### Manifestations
Il peut être cité : la fête patronale du 15 août ou encore le Festival annuel de L'Asso'Trelle.

### Écologie et recyclage
La collecte des ordures ménagères et autres est gérée par le Siced-Bresse Nord.

## Économie
Il y a dans la commune quinze maraichers-horticulteurs et trois agriculteurs. Le village possède treize commerces et services : une auto-école, quatre salons de coiffure, un restaurant.

## Lieux et monuments

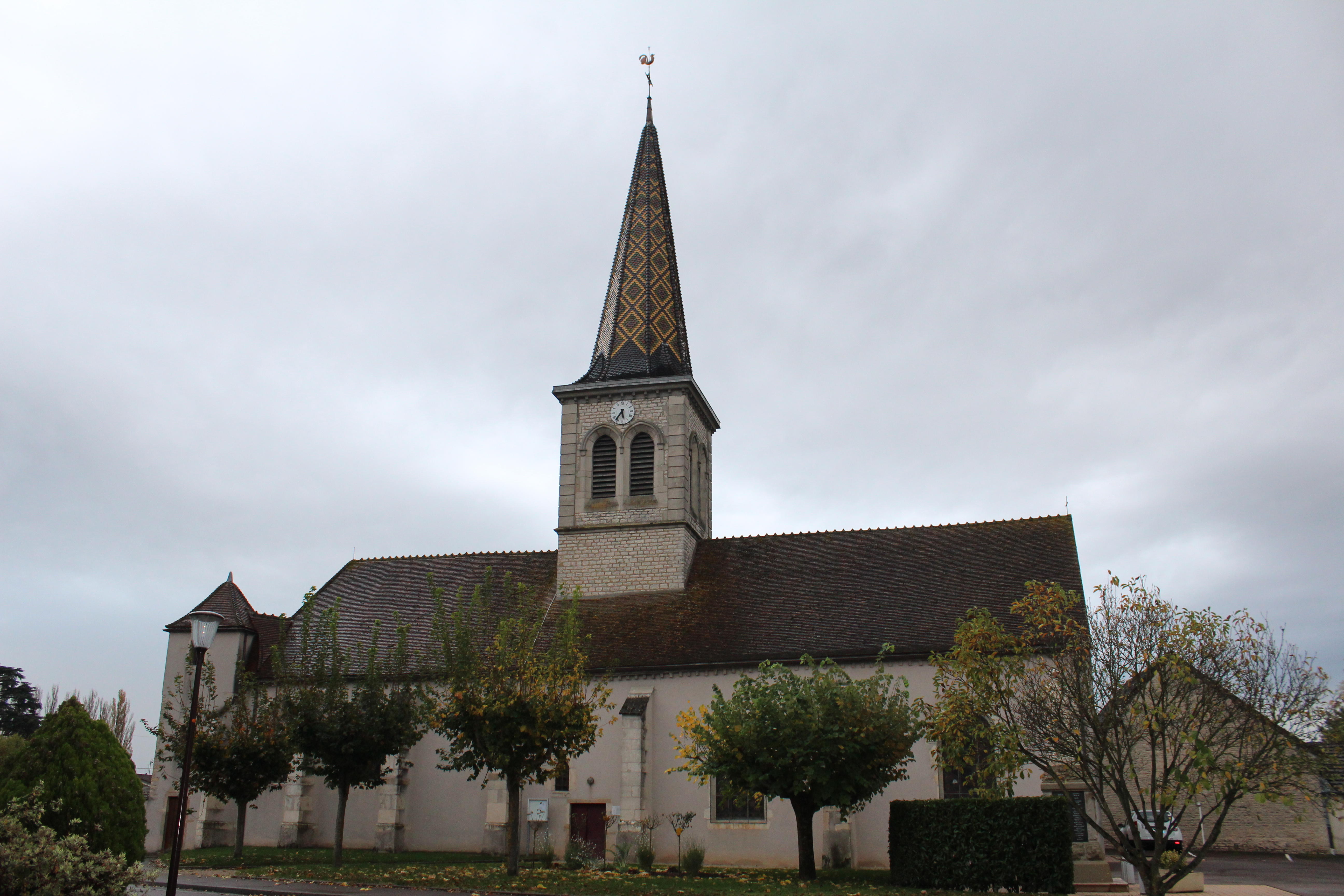
Église Notre-Dame-de-l'Assomption.

L'église en partie romane et gothique avec son magnifique clocher est un véritable monument historique. La rue de la chapelle doit son nom à une ancienne chapelle située à l’emplacement du bâtiment.
Il n’y a jamais eu de château ou de maison forte à Ouroux. Mais des fourches patibulaires (pendaisons) étaient situées au début de Velard (fin de la rue Gaillard). C’était donc un lieu où étaient exécutées les sentences de « Haute Justice »).
Le hameau du port, hameau pittoresque, agréable à visiter, surtout l’été a eu une grande importance commerciale au XVIIe, XVIIIe, XIXe et début du XXe, la Saône était une voie utilisée pour les marchandises et par les voyageurs.
On voyait une tuilerie située sur ce qui est l’ancien camping, où la commune était soumise aux crues de la Saône. La plus célèbre, la plus dévastatrice, la plus haute en niveau est celle de 1840. Elle détruisit nombre de maisons dans le hameau de la Lochère.
À voir également : le site naturel dénommé les prairies et le bocage d'Ouroux-sur-Saône, qui est l'un des huit sites naturels gérés en Saône-et-Loire par le Conservatoire d'espaces naturels de Bourgogne.
En 2019, la voie bleue, itinéraire longeant la Saône entre Mâcon et Tournus (ancien chemin de hallage), a été prolongée de 22 kilomètres, entre Tournus et Ouroux-sur-Saône.

## Personnalités liées à la commune
- Noël Jannin (1850-1930), homme politique français.

## Pour approfondir